# Feïd Lalla
Feïd Lalla är en sänka i Algeriet. Den ligger i provinsen Médéa, i den norra delen av landet, 140 km söder om huvudstaden Alger.